# Zelia picta
Zelia picta là một loài ruồi trong họ Tachinidae.